# Guglielmo I di Württemberg
Guglielmo I (in tedesco: Wilhelm Friedrich Karl von Württemberg; Lüben, 27 settembre 1781 – Stoccarda, 25 giugno 1864) fu il secondo re di Württemberg dal 1816 fino alla sua morte.
Nacque a Lüben, oggi Lubin, figlio di re Federico I di Württemberg e di sua moglie, la duchessa Augusta di Brunswick-Wolfenbüttel.

## Biografia

### Gli inizi
Nel 1800 prestò servizio come volontario nell'esercito austriaco e dal 1806 al 1812 visse a Stoccarda come principe ereditario. Dopo la morte del padre (30 ottobre 1816) divenne re. Alla sua ascesa al trono promulgò subito un'amnistia, ridusse le tasse e nel 1819 diede al regno una Costituzione. In effetti la situazione economica del regno al momento della sua incoronazione era molto critica. Insieme alla moglie Caterina Pavlovna, Guglielmo sviluppò già nel primo anno di regno una politica di sostegno alle necessità economiche dei ceti più deboli.

### Ilre dell'agraria
Due pessime annate agricole (1816 e 1817) determinarono una forte inflazione. Guglielmo aveva un interesse personale nell'economia agricola e si guadagnò il soprannome di re dell'Agraria. Appassionato di allevamento di cavalli, promosse massicciamente l'attività agricola e l'allevamento di bestiame ed acquistò per il proprio privato patrimonio grossi appezzamenti e fattorie che fece attrezzare come fattorie-modello. Durante il suo regno furono apportati numerosi miglioramenti all'attività agricola, all'allevamento di animali e alle coltivazioni di vegetali.
Il 20 novembre 1818 Guglielmo I fondò l'Istituto di formazione e ricerca agraria a Hohenheim, che divenne più tardi l'Università degli Studi di Hohenheim. Nello stesso anno istituì per il 28 settembre la Festa annuale dell'agricoltura da celebrarsi a Kannstadt, che ancor oggi viene festeggiata con il nome di Festa popolare di Cannstatt.
Egli fece acquistare all'estero puledri e pecore per farle allevare nel Württemberg. Divennero famosi i suoi stalloni arabi, che costituirono la base di partenza dell'allevamento equino di Marbach. Il re avviò anche significativi miglioramenti nella coltura della vite e nei procedimenti di vinificazione: fondò la Società per il miglioramento del vino (1825), un'Associazione della viticoltura (1828) e dal 1854 il Consorzio dei viticoltori. Egli ordinò inoltre la realizzazione di un giardino con impianti per la coltivazione di piante ornamentali e con fabbricati ad uso abitativo in stile moresco che divenne poi l'attuale Giardino botanico-zoologico Wilhelma.

### La tolleranza religiosa
Il 27 agosto 1819 emise un decreto secondo il quale i Pietisti erano autorizzati a stabilirsi a Korntal. Egli consentì loro il libero esercizio del culto e concesse loro numerosi privilegi quali sgravi fiscali, esenzione dal servizio militare, possibilità di rifiutare il giuramento in tribunale, ecc. In tal modo riuscì ad arginarne l'emigrazione in Russia e negli Stati Uniti. Come contropartita si impegnò a riconoscere come re la nuova Comunità di Fratellanza Evangelica di Korntal ed a questa obbedire come fedele. Come unica linea teologica basilare egli era vincolato alla confessione di Augusta: le convenzioni erano in fondo ancora valide.

### I matrimoni
Nel 1808 Guglielmo sposò la principessa Carolina Augusta di Baviera. Si trattò però di una sorta di “matrimonio di difesa preventiva”: il principe non nutriva infatti alcun sentimento nei confronti di Carolina ma temeva di dover essere costretto, per ragion di stato, a sposare una parente di Napoleone, come era stato l'anno precedente per sua sorella Caterina (1783 – 1835), andata sposa a Girolamo Bonaparte, fratello di Napoleone.In effetti proprio a questo parevano destinati parenti in età maritale ed a Guglielmo sarebbe stata destinata Stefania di Beauharnais Nell'agosto 1814, dopo la caduta di Napoleone, il matrimonio fu annullato da un tribunale matrimoniale del Württemberg. Entrambi i contraenti infatti avevano anticipatamente dichiarato che il matrimonio, a causa della reciproca antipatia, non sarebbe stato consumato. Il 24 gennaio 1816 Guglielmo sposò la cugina granduchessa Caterina Pavlovna Romanova, vedova di Giorgio di Oldenburg e figlia dello zar Paolo I. Ella tuttavia morì il 9 gennaio 1819, all'età di trent'anni, dopo avergli dato due figlie:
- Maria (30 ottobre 1816 – 4 gennaio 1887, andata sposa nel 1840 al conte Alfredo di Neipperg;
- Sofia (17 giugno 1818 – 3 giugno 1877), andata sposa nel 1839 al re Guglielmo III dei Paesi Bassi.

In terze nozze sposò la cugina principessa Paolina di Württemberg (1800 – 1873), dalla quale ebbe tre figli:
- Caterina (1821 – 1898), andata sposa a Federico di Württemberg (1808 – 1870), madre del futuro re del Württemberg, Guglielmo II
- Carlo (1823 – 1891), re del Württemberg dal 1864, sposò Ol'ga Nikolaevna Romanova (1822 - 1892), figlia dello zar Nicola I di Russia;
- Augusta (1826 – 1898), moglie di Ermanno di Sassonia-Weimar-Eisenach.

Guglielmo I morì nel castello di Rosenstein a Stoccarda e la sua tomba si trova nel Mausoleo del Württemberg, che egli fece costruire per la seconda moglie Caterina Pawlowna.

## Ascendenza
|                                                      |                                   |                                             | Genitori                                 |  |  | Nonni |  |  | Bisnonni                          |  |  | Trisnonni                               |  |
|                                                      |                                   |                                             |                                          |  |  |       |  |  | Carlo I Alessandro di Württemberg |  |  | Federico Carlo di Württemberg-Winnental |  |
|                                                      |                                   |                                             |                                          |  |  |       |  |  | Carlo I Alessandro di Württemberg |  |  | Federico Carlo di Württemberg-Winnental |  |
|                                                      |                                   | Eleonora Giuliana di Brandeburgo-Ansbach    |                                          |  |  |       |  |  | Carlo I Alessandro di Württemberg |  |  |                                         |  |
| Federico II Eugenio di Württemberg                   |                                   |                                             |                                          |  |  |       |  |  | Carlo I Alessandro di Württemberg |  |  |                                         |  |
|                                                      |                                   | Maria Augusta di Thurn und Taxis            | Anselmo Francesco di Thurn und Taxis     |  |  |       |  |  |                                   |  |  |                                         |  |
|                                                      |                                   | Maria Augusta di Thurn und Taxis            | Anselmo Francesco di Thurn und Taxis     |  |  |       |  |  |                                   |  |  |                                         |  |
|                                                      |                                   | Maria Augusta di Thurn und Taxis            | Maria Ludovica Anna di Lobkowicz         |  |  |       |  |  |                                   |  |  |                                         |  |
| Federico I di Württemberg                            |                                   | Maria Augusta di Thurn und Taxis            |                                          |  |  |       |  |  |                                   |  |  |                                         |  |
|                                                      |                                   | Federico Guglielmo di Brandeburgo-Schwedt   | Filippo Guglielmo di Brandeburgo-Schwedt |  |  |       |  |  |                                   |  |  |                                         |  |
|                                                      |                                   | Federico Guglielmo di Brandeburgo-Schwedt   | Filippo Guglielmo di Brandeburgo-Schwedt |  |  |       |  |  |                                   |  |  |                                         |  |
|                                                      |                                   | Federico Guglielmo di Brandeburgo-Schwedt   | Giovanna Carlotta di Anhalt-Dessau       |  |  |       |  |  |                                   |  |  |                                         |  |
| Federica Dorotea di Brandeburgo-Schwedt              |                                   | Federico Guglielmo di Brandeburgo-Schwedt   |                                          |  |  |       |  |  |                                   |  |  |                                         |  |
|                                                      |                                   | Sofia Dorotea di Prussia                    | Federico Guglielmo I di Prussia          |  |  |       |  |  |                                   |  |  |                                         |  |
|                                                      |                                   | Sofia Dorotea di Prussia                    | Federico Guglielmo I di Prussia          |  |  |       |  |  |                                   |  |  |                                         |  |
|                                                      |                                   | Sofia Dorotea di Prussia                    | Sofia Dorotea di Hannover                |  |  |       |  |  |                                   |  |  |                                         |  |
| Guglielmo I del Württemberg                          |                                   | Sofia Dorotea di Prussia                    |                                          |  |  |       |  |  |                                   |  |  |                                         |  |
|                                                      | Carlo I di Brunswick-Wolfenbüttel | Ferdinando Alberto II di Brunswick-Lüneburg |                                          |  |  |       |  |  |                                   |  |  |                                         |  |
|                                                      | Carlo I di Brunswick-Wolfenbüttel | Ferdinando Alberto II di Brunswick-Lüneburg |                                          |  |  |       |  |  |                                   |  |  |                                         |  |
|                                                      | Carlo I di Brunswick-Wolfenbüttel | Antonietta Amalia di Brunswick-Wolfenbüttel |                                          |  |  |       |  |  |                                   |  |  |                                         |  |
| Carlo Guglielmo Ferdinando di Brunswick-Wolfenbüttel | Carlo I di Brunswick-Wolfenbüttel |                                             |                                          |  |  |       |  |  |                                   |  |  |                                         |  |
|                                                      |                                   | Filippina Carlotta di Prussia               | Federico Guglielmo I di Prussia          |  |  |       |  |  |                                   |  |  |                                         |  |
|                                                      |                                   | Filippina Carlotta di Prussia               | Federico Guglielmo I di Prussia          |  |  |       |  |  |                                   |  |  |                                         |  |
|                                                      |                                   | Filippina Carlotta di Prussia               | Sofia Dorotea di Hannover                |  |  |       |  |  |                                   |  |  |                                         |  |
| Augusta di Brunswick-Wolfenbüttel                    |                                   | Filippina Carlotta di Prussia               |                                          |  |  |       |  |  |                                   |  |  |                                         |  |
|                                                      |                                   | Federico, principe del Galles               | Giorgio II del Regno Unito               |  |  |       |  |  |                                   |  |  |                                         |  |
|                                                      |                                   | Federico, principe del Galles               | Giorgio II del Regno Unito               |  |  |       |  |  |                                   |  |  |                                         |  |
|                                                      |                                   | Federico, principe del Galles               | Carolina di Brandeburgo-Ansbach          |  |  |       |  |  |                                   |  |  |                                         |  |
| Augusta di Hannover                                  |                                   | Federico, principe del Galles               |                                          |  |  |       |  |  |                                   |  |  |                                         |  |
|                                                      |                                   | Augusta di Sassonia-Gotha-Altenburg         | Federico II di Sassonia-Gotha-Altenburg  |  |  |       |  |  |                                   |  |  |                                         |  |
|                                                      |                                   | Augusta di Sassonia-Gotha-Altenburg         | Federico II di Sassonia-Gotha-Altenburg  |  |  |       |  |  |                                   |  |  |                                         |  |
|                                                      |                                   | Augusta di Sassonia-Gotha-Altenburg         | Maddalena Augusta di Anhalt-Zerbst       |  |  |       |  |  |                                   |  |  |                                         |  |
|                                                      |                                   | Augusta di Sassonia-Gotha-Altenburg         |                                          |  |  |       |  |  |                                   |  |  |                                         |  |